# Anyone Who Had a Heart (альбом)
| Оценки критиков               | Оценки критиков |
| Источник                      | Оценка          |
| ----------------------------- | --------------- |
| AllMusic                      | [ 1 ]           |
| Encyclopedia of Popular Music | [ 2 ]           |

Anyone Who Had a Heart — второй студийный альбом американской певицы Дайон Уорвик, выпущенный в 1964 году на лейбле Scepter Records. Продюсерами альбома стали Берт Бакарак и Хэл Дэвид.

## Об альбоме
В альбом попали три песни из предыдущего альбома: «Don’t Make Me Over», «This Empty Place» и «I Cry Alone», которые не подвергались каким либо изменениям. В поддержку альбома был выпущен единственный сингл «Anyone Who Had a Heart», ставший первым синглом певицы, вошедшим в первую десятку чарта Billboard Hot 100. Сам альбом в чарты не попал.

## Список композиций
| №  | Название                            | Автор(ы)                      | Длительность |
| -- | ----------------------------------- | ----------------------------- | ------------ |
| 1. | «Anyone Who Had a Heart»            | Берт Бакарак, Хэл Дэвид       | 3:11         |
| 2. | «Shall I Tell Her»                  | Док Помус, Морт Шуман         | 2:33         |
| 3. | «Don’t Make Me Over»                | Берт Бакарак, Хэл Дэвид       | 2:46         |
| 4. | «I Cry Alone»                       | Берт Бакарак, Хэл Дэвид       | 2:37         |
| 5. | «Getting Ready for the Heartbreak»  | Локи Эдвардс мл., Ларри Вьюсс | 2:30         |
| 6. | «Oh Lord, What Are You Doing to Me» | Лютер Диксон, Берт Кис        | 3:14         |

| №                   | Название                   | Автор(ы)                    | Длительность |
| ------------------- | -------------------------- | --------------------------- | ------------ |
| 7.                  | «Any Old Time of Day»      | Берт Бакарак, Хэл Дэвид     | 3:08         |
| 8.                  | «Mr. Heartbreak»           | Барбара Инглиш, Эд Кливленд | 2:33         |
| 9.                  | «Put Yourself in My Place» | Регги Обрехт, Уиллиам Дрейн | 2:20         |
| 10.                 | «I Could Make You Mine»    | Берт Бакарак, Хэл Дэвид     | 2:25         |
| 11.                 | «This Empty Place»         | Берт Бакарак, Хэл Дэвид     | 2:55         |
| 12.                 | «Please Make Him Love Me»  | Берт Бакарак, Хэл Дэвид     | 2:33         |
| Общая длительность: | Общая длительность:        | Общая длительность:         | 32:07        |